# Tự Do, Lạc Sơn
Tự Do là một xã thuộc huyện Lạc Sơn, tỉnh Hòa Bình, Việt Nam.
Xã Tự Do có diện tích 50,79 km², dân số năm 1999 là 2236 người, mật độ dân số đạt 44 người/km².